# Richard Chaplow
Richard David Chaplow (né à Accrington le 2 février 1985) est un footballeur anglais jouant au poste de milieu de terrain avant de se reconvertir comme entraîneur.
Il compte également une sélection en équipe d'Angleterre espoirs de football en 2005.

## Biographie

### Parcours en club
En février 2006, Richard Chaplow connaît sa première expérience au club de Southampton auquel il est prêté trois mois par West Bromwich Albion. En manque de temps de jeu à WBA, il joue 11 rencontres avec les Saints et inscrit un but. Revenu à West Bromwich, il demande à jouer davantage malgré la rétrogradation du club en Championship (deuxième division). Pour justifier de sa volonté de s'engager, il décline une offre du club de Wigan Athletic avec ces mots : « Je n'ai jamais pensé à partir. Je veux jouer mon football ici à Albion. J'ai des choses à prouver. » Et, de fait, Chaplow devient un membre régulier de l'équipe 2006-2007, prenant part à 36 rencontres sous le maillot de WBA.
Les choses sont toutes différentes lors de la saison suivante. Entre août et décembre 2007, il ne joue que 7 rencontres, dont 5 en championnat et doit se résoudre à quitter le club. C'est ainsi que, en janvier 2008, il signe au club de Preston North End, qui évolue dans la même division que WBA. À Preston, il devient titulaire et, à la fin de la saison, WBA, son ancien club, remporte le championnat de deuxième division, tandis que Preston termine à une triste 15e place. Pourtant, il reste au club et y joue les deux saisons qui suivent.
Au début de la saison 2010-2011, Southampton se manifeste à nouveau, souhaitant obtenir le prêt de son ancien milieu de terrain. Le 30 septembre 2010, Chaplow est donc officiellement prêté aux Saints pour un mois et l'entraîneur du club, Nigel Adkins, dit de lui : « C'est un talent exceptionnel avec son expérience de la Premier League. Il va ajouter de la force à notre équipe. » Quelques semaines plus tard, le 4 novembre, le prêt est prolongé jusqu'à fin décembre, alors que le joueur a participé à 6 rencontres avec Southampton, dont 5 ont été des victoires.
Le 1er janvier 2011, il est officiellement transféré à Southampton pour un montant non révélé et signe un contrat pour une durée de deux ans et demi.
Le 17 juillet 2013 il rejoint le Millwall.
Le 20 février 2015 il est prêté à l'Ipswich Town
À l'issue de la saison 2014-15, il est libéré par Millwall.

### Parcours d'entraîneur
Alors qu'il est adjoint au club depuis trois saisons, Richard Chaplow est promu entraîneur de l'Orange County SC par intérim afin de remplacer Braeden Cloutier (en) en août 2021. Le 9 novembre 2021, il est confirmé dans ses fonctions pour la prochaine saison. Quelques jours plus tard, il mène le club à travers les séries éliminatoires et remporte le titre de USL Championship 2021 face aux Rowdies de Tampa Bay en Floride,. En tant que championne en titre, son équipe est à la peine en 2022 et ne se qualifie pas pour les séries de fin de saison. Il est finalement limogé le 1er mai 2023 après un bilan de six points en huit rencontres au cours de l'exercice 2023.

## Palmarès

### Comme joueur
Southampton
- Vice-champion du Championship en 2012

### Comme entraîneur
Orange County SC
- Vainqueur du USL Championship en 2021